# Мајкл Најман
Мајкл Лоуренс Најман (енгл. Michael Laurence Nyman; Лондон, 23. март 1944) енглески је композитор, пијаниста, либретиста и музиколог.